# 119. вечити дерби у фудбалу
119. вечити дерби у фудбалу је фудбалска утакмица одиграна у Београду 19. октобра 2002. године, између Црвене звезде и Партизана. Утакмица се завршила резултатом 2 : 2 (1 : 1).